# Salme Kõiv
Salme Kõiv (* 26. Oktoberjul. / 8. November 1909greg. in Antsla, Gouvernement Livland; † 29. August 2007 in Tallinn, Estland), von 1937 bis 1940 Salme Kabur, war eine estnische Journalistin und Schriftstellerin.

## Leben
Kõiv ging von 1918 bis 1925 auf die Volksschule in Antsla und besuchte von 1925 bis 1929 das Mädchengymnasium in Võru. Seit 1927 lieferte sie Beiträge für die Zeitung Elu ('Leben') in Võru. Ihren Lebensunterhalt versuchte sie sich als Maschinenschreiberin zu verdienen. Von 1935 bis 1940 arbeitete sie im Wirtschaftsministerium in Tallinn, nach der kommunistischen Machtübernahme in Estland war sie 1940/1941 bei der Zeitung Kommunist tätig.
Bei Ausbruch des Deutsch-Sowjetischen Krieges 1941 ging sie wie eine Reihe ihrer Kollegen in die Sowjetunion und beteiligte sich am kulturellen Leben der estnischen Exilgemeinschaft. Nach Kriegsende blieb sie eine Weile in Moskau und belegte 1945/1946 beim Zentralkomitee der KPdSU Kurse in Journalistik.
Ab 1947 arbeitete sie in verschiedenen Zeitungsredaktionen und Verlagen in Tallinn. Sie war von 1937 bis 1940 verheiratet mit dem estnischen Schriftsteller Boris Kabur.

## Literarisches Werk
Seit 1927 publizierte Kõiv Erzählungen und Novellen in Zeitschriften. Darüber hinaus publizierte sie in finnischen und estnischen Zeitschriften Artikel über die Beziehungen zwischen Finnland und Estland.
Ihr größter Erfolg war der Roman Reet Tammiku (Eigenname), mit dem sie 1939 beim Romanwettbewerb des Loodus-Verlags den 3. Preis erhielt. Hierin beschreibt sie „mit großer Aufrichtigkeit die Liebesgeschichte einer jungen Studentin, die sich später zum Ehedrama einer jungen Pädagogin entwickelt.“ Obwohl ihr in einer anderen Rezension durchaus Schriftstellertalent attestiert wurde, hat die Autorin nach dem Zweiten Weltkrieg nur noch sporadisch publiziert.
Salme Kõiv hat auch aus dem Russischen und Finnischen übersetzt.

## Trivia
In Antsla war sie die Klassenkameradin von Bernard Kangro, dessen Debütsammlung Sonette (1935) sie ins Reine schrieb.

## Bibliografie
- Reet Tammiku (Eigenname). Tallinn: Loodus 1939.

## Sekundärliteratur
- Bernard Kangro: III auhind "Looduse" romaanivõistlusel, in: Looming 10/1939, S. 1127–1128.
- Aira Kaal: Salme Kabur: Reet Tammiku, in: Eesti Kirjandus 1/1940, S. 45–46.
- Erna Tilleman: Salme Kabur: Reet Tammiku, in: Varamu 4/1940, S. 445–447.